# Amat
Amat je stará jednotka hmotnosti používaná v Indonésii. Do češtiny se dá přeložit jako moc nebo hodně.
Velikost 1 amat činí 123,5 kg a dělí se na 2 pikul.